# Turci Rufus Apronià Asteri
Turci Rufus Apronià Asteri (llatí: Flavius Turcius Rufus Apronianus Asterius) va ser un magistrat romà del segle v, en temps de Teodoric el Gran.
Va ser cònsol l'any 494 juntament amb Presidi. Tot i exercir algunes magistratures, la seva activitat principal va ser literària i va deixar una correcció d'un manuscrit de Seduli i un de Virgili, autor sobre el qual va escriure un epigrama.